# 福井文雅
福井 文雅（ふくい ふみまさ、1934年6月6日 - 2017年5月4日）は、日本の仏教学者および中国学者、僧侶（天台宗勧学で大僧正）。栃木県日光市、日光山輪王寺内にある唯心院住職、早稲田大学名誉教授。

## 経歴
出生から修学期
1934年、東京府で仏教学者・福井康順の子として生まれた。早稲田大学高等学院を経て、早稲田大学第一文学部東洋哲学専修を卒業。同大学大学院に進学。フランスに留学し、ポール・ドミエヴィル（1894年-1979年）に師事した。
東洋学研究者として
帰国後、早稲田大学教授を務めた。1984年、学位論文『般若心経の歴史的研究』を早稲田大学に提出して文学博士号を取得。学界では、日本学術会議（17期・18期）会員。1996年から2004年まで、早稲田大学仏教青年会第8代会長。

## 受賞・栄典
- 1991年：フランス政府より、教育功労章シュヴァリエを授与された。
- 2014年：瑞宝中綬章を受章[5]。

## 研究内容・業績
専門は東洋学で、般若心経の文献学的研究や道教の形成に関する歴史的研究を行った。『アジア文化の思想と儀礼　福井文雅博士古稀記念論集』（2005年）に詳しい業績の紹介がある。

## 家族・親族
- 父：福井康順は天台宗僧侶。
- 弟：福井重雅も東洋学者であり、天台宗僧侶。

## 著作
著書
- 『般若心経の歴史的研究』春秋社 1987
- 『欧米の東洋学と比較論』隆文館 1991
- 『中国思想研究と現代』隆文館 1991
- 『漢字文化圏の思想と宗教 ：儒教、仏教、道教』五曜書房 1998
- 『般若心経の総合的研究 ：歴史・社会・資料』春秋社 2000
- 『道教の歴史と構造　増補修訂』五曜書房 2000
- 『漢字文化圏の座標』五曜書房 2002
- 『般若心経ドリル』一ツ橋書店 2005
- 『アジア思想概論』五曜書房 2006
- 『ヨーロッパの東方学と般若心経研究の歴史』五曜書房 2008

### 共編著
- 『敦煌と中国仏教』(講座敦煌 7) 牧田諦亮責任編集、大東出版社 1984
- 『チャレンジ漢和辞典』新田大作共編、福武書店 1991
- 『道教と中国思想』(講座道教 4) 山田利明・前田繁樹共編、雄山閣 2000
- 『東方学の新視点』責任編集、五曜書房 2003

### 訳書
- 『古代中国』ジャック・ジェルネ（英語版）著、白水社(文庫クセジュ) 1965
- 『仏教と中国社会』ケネス・K.S.チェン[6]著、岡本天晴共編訳、金花舎(叢書・仏教文化の世界) 1981
- 『盆栽の宇宙誌』ロルフ・スタン（英語版）著、明神洋共訳、せりか書房(アジア文化叢書) 1985
- 『大乗仏典　中国・日本篇10　敦煌Ⅰ』松尾良樹共編訳、中央公論社 1992

### 論文
- CiNii>福井文雅
- INBUDS>福井文雅

### 記念論集
- 『アジア文化の思想と儀礼：福井文雅博士古稀記念論集』福井文雅博士古稀・退職記念論集刊行会編 春秋社 2005